# Be Here Now Tour
Be Here Now Tour – trzecia trasa koncertowa grupy muzycznej Oasis, w jej trakcie odbyły się osiemdziesiąt trzy koncerty.
1. 14 czerwca 1997 – Irvine, Kalifornia, USA – Verizon Wireless Amphitheatre
2. 18 czerwca 1997 – Oakland, Kalifornia, USA – O.co Coliseum
3. 19 czerwca 1997 – Oakland, Kalifornia, USA – O.co Coliseum
4. 8 września 1997 – Oslo, Norwegia – Oslo Spektrum
5. 9 września 1997 – Sztokholm, Szwecja – Ericsson Globe
6. 10 września 1997 – Kopenhaga, Dania – Forum Copenhagen
7. 13 września 1997 – Exeter, Anglia – Westpoint Arena
8. 14 września 1997 – Exeter, Anglia – Westpoint Arena
9. 16 września 1997 – Newcastle, Anglia – Newcastle Arena
10. 17 września 1997 – Newcastle, Anglia – Newcastle Arena
11. 19 września 1997 – Aberdeen, Szkocja – Aberdeen Exhibition and Conference Centre
12. 20 września 1997 – Aberdeen, Szkocja – Aberdeen Exhibition and Conference Centre
13. 22 września 1997 – Sheffield, Anglia – Sheffield Arena
14. 23 września 1997 – Sheffield, Anglia – Sheffield Arena
15. 25 września 1997 – Londyn, Anglia – Earls Court Exhibition Centre
16. 26 września 1997 – Londyn, Anglia – Earls Court Exhibition Centre
17. 27 września 1997 – Londyn, Anglia – Earls Court Exhibition Centre
18. 29 września 1997 – Birmingham, Anglia – National Indoor Arena
19. 30 września 1997 – Birmingham, Anglia – National Indoor Arena
20. 7 października 1997 – New York City, Nowy Jork, USA – Hammerstein Ballroom
21. 8 października 1997 – New York City, Nowy Jork, USA – Hammerstein Ballroom
22. 3 listopada 1997 – Lille, Francja – Zénith de Lille
23. 8 listopada 1997 – Saragossa, Hiszpania – Pabellon Principe Felipe
24. 10 listopada 1997 – Madryt, Hiszpania – Palacio de La Communidad
25. 11 listopada 1997 – Barcelona, Hiszpania – Palau dels Esports de Barcelona
26. 13 listopada 1997 – Genewa, Szwajcaria – SEG Geneva Arena
27. 15 listopada 1997 – Bolonia, Włochy – Palasport di Bologna
28. 16 listopada 1997 – Mediolan, Włochy – Mediolanum Forum
29. 17 listopada 1997 – Mediolan, Włochy – Mediolanum Forum
30. 19 listopada 1997 – Monachium, Niemcy – Olympiahalle
31. 21 listopada 1997 – Praga, Czechy – FK Viktoria Žižkov
32. 22 listopada 1997 – Berlin, Niemcy – Deutschlandhalle
33. 24 listopada 1997 – Hanower, Niemcy – Messehalle
34. 25 listopada 1997 – Frankfurt, Niemcy – Festhalle
35. 27 listopada 1997 – ’s-Hertogenbosch, Holandia – Brabanthallen
36. 28 listopada 1997 – Oberhausen, Niemcy – König Pilsener Arena
37. 3 grudnia 1997 – Dublin, Irlandia – Point Theatre
38. 4 grudnia 1997 – Dublin, Irlandia – Point Theatre
39. 5 grudnia 1997 – Dublin, Irlandia – Point Theatre
40. 7 grudnia 1997 – Glasgow, Szkocja – Scottish Exhibition and Conference Centre
41. 8 grudnia 1997 – Glasgow, Szkocja – Scottish Exhibition and Conference Centre
42. 10 grudnia 1997 – Cardiff, Walia – Motorpoint Arena Cardiff
43. 11 grudnia 1997 – Cardiff, Walia – Motorpoint Arena Cardiff
44. 13 grudnia 1997 – Manchester, Anglia – GMEX Arena
45. 14 grudnia 1997 – Manchester, Anglia – GMEX Arena
46. 16 grudnia 1997 – Londyn, Anglia – Monto Water Rats
47. 17 grudnia 1997 – Londyn, Anglia – Wembley Arena
48. 18 grudnia 1997 – Londyn, Anglia – Wembley Arena
49. 8 stycznia 1998 – Camden, New Jersey, USA – Susquehanna Bank Center
50. 9 stycznia 1998 – Fairfax, Wirginia, USA – Patriot Center
51. 10 stycznia 1998 – Pittsburgh, Pensylwania, USA – A.J. Palumbo Center
52. 12 stycznia 1998 – East Rutherford, New Jersey, USA – Izod Center
53. 15 stycznia 1998 – Toronto, Kanada – Maple Leaf Gardens
54. 17 stycznia 1998 – Rosemont, Illinois, USA – Allstate Arena
55. 18 stycznia 1998 – Minneapolis, Minnesota, USA – Northrop Auditorium
56. 23 stycznia 1998 – Vancouver, Kanada – Rogers Arena
57. 24 stycznia 1998 – Seattle, Waszyngton, USA – KeyArena
58. 26 stycznia 1998 – San Francisco, Kalifornia, USA – Bill Graham Civic Auditorium
59. 27 stycznia 1998 – Los Angeles, Kalifornia, USA – Gibson Amphitheatre
60. 28 stycznia 1998 – Los Angeles, Kalifornia, USA – Gibson Amphitheatre
61. 31 stycznia 1998 – Dallas, Teksas, USA – Bronco Bowl Auditorium
62. 1 lutego 1998 – Houston, Teksas, USA – Theatre At Bayou Place
63. 5 lutego 1998 – West Palm Beach, Floryda, USA – West Palm Beach Auditorium
64. 6 lutego 1998 – Orlando, Floryda, USA – UCF Arena
65. 8 lutego 1998 – Atlanta, Georgia, USA – Fox Theatre
66. 18 lutego 1998 – Tokio, Japonia – Nippon Budokan
67. 19 lutego 1998 – Tokio, Japonia – Nippon Budokan
68. 20 lutego 1998 – Tokio, Japonia – Nippon Budokan
69. 22 lutego 1998 – Wan Chai, Hongkong – Hong Kong CEC
70. 26 lutego 1998 – Perth, Australia – Perth Entertainment Centre
71. 28 lutego 1998 – Adelaide, Australia – Adelaide Entertainment Centre
72. 1 marca 1998 – Melbourne, Australia – Melbourne SEC
73. 3 marca 1998 – Sydney, Australia – Sydney Entertainment Centre
74. 6 marca 1998 – Brisbane, Australia – Brisbane Entertainment Centre
75. 9 marca 1998 – Auckland, Nowa Zelandia – Carter Holt Pavillion
76. 10 marca 1998 – Wellington, Nowa Zelandia – TSB Bank Arena
77. 14 marca 1998 – Santiago, Chile – Estadio San Carlos de Apoquindo
78. 17 marca 1998 – Buenos Aires, Argentyna – Luna Park
79. 18 marca 1998 – Buenos Aires, Argentyna – Luna Park
80. 20 marca 1998 – Rio de Janeiro, Brazylia – Citibank Hall
81. 21 marca 1998 – São Paulo, Brazylia – Polo de Arte e Cultura de Anhembi
82. 24 marca 1998 – Meksyk, Meksyk – Palacio de los Deportes
83. 25 marca 1998 – Meksyk, Meksyk – Palacio de los Deportes